# Анев, Цвятко
Цвятко Стоицов Анев (болг. Цвятко Стоицов Анев; 18 декабря 1911, Столник — 7 марта 2002, София) — болгарский военный и коммунистический политик, генерал вооружённых сил НРБ. Активист коммунистического подполья 1930-х, участник партизанского движения 1940-х. В 1965 один из руководителей заговора против Тодора Живкова.

## Подпольщик, партизан, офицер
Родился в крестьянской семье. В 1930-х активно участвовал в подпольных коммунистических организациях. Арестовывался полицией, бежал из тюрьмы. Нелегально пересекал болгаро-югославскую и болгаро-греческую границу.
Участвовал в партизанском движении 1940-х. Был помощником командира крупного партизанского соединения «Гаврил Генов». Тесно сотрудничал с политкомиссаром отряда Иваном Тодоровым-Горуней.
После прихода БКП к власти Цвятко Анев поступил на офицерскую службу в Болгарскую народную армию. Сделал военную карьеру, получил генеральское звание, занимал командные посты.

## Карьера при Живкове
Генерал Анев придерживался ортодоксально-коммунистических сталинистских взглядов. Полностью поддерживал репрессивный режим Вылко Червенкова. Приход к власти Тодора Живкова сопровождался некоторой либерализацией режима. Анев не одобрял этой политики, однако воздерживался от прямой критики нового руководства БКП и НРБ.
Не протестовал Анев и против увольнений представителей высшего командного состава (генералы Панов, Копчев, Костов), проведённых Живковым в порядке «борьбы с пережитками культа личности» Сталина и Червенкова). Более того, показания Анева учитывались при соответствующем решении пленума ЦК БКП в июне 1956. Именно при Живкове генерал Анев достиг пика своей карьеры — стал командующим гарнизона Софии.

## Заговор и арест
После смещения Хрущёва в октябре 1964 группа сталинистских деятелей составила заговор с целью устранения Живкова. Лидером и идеологом переворота выступал Иван Тодоров-Горуня, давний соратник Цвятко Анева по партизанскому отряду. Анев играл в заговоре одну из главных ролей. Он был практически единственным военным участником, который имел полномочия непосредственно отдавать приказы. В подчинённом Аневу гарнизоне должен был быть сформирован отряд для установления контроля над ключевыми объектами столицы. Планировался арест Живкова, смена партийного руководства и установление жёсткого коммунистического режима, подобного маоистскому или ходжаистскому.
Переворот был назначен на 14 апреля 1965 (день пленума ЦК БКП). Но заговор был раскрыт Комитетом госбезопасности (ДС). 28 марта начались аресты. Первоначально Анев успел скрыться. Он имел репутацию человека резкого и буйного, от него ожидалось сопротивление. На арест генерала Анева руководитель операции Дураци Мирчо Спасов отрядил усиленную оперативную группу.
8 апреля 1965 Цвятко Анев был арестован. Он имел при себе два заряженных пистолета, но не оказал сопротивления и немедленно начал давать показания председателю ДС Ангелу Солакову. В тот же день покончил с собой Иван Тодоров-Горуня.
Анев предстал перед судом и был приговорён к 8 годам тюрьмы. После освобождения находился под надзором госбезопасности.

## Реабилитация и память
Реабилитирован 15 июня 1990 как «борец против диктатуры Живкова» (парадоксальным образом для реабилитации убеждённого коммуниста потребовалось падение коммунистического режима). Скончался в возрасте 90 лет, похоронен в родном селе.
Фигура Цвятко Анева вызывает определённый интерес и в современной Болгарии. Его позиции, оценки и действия упоминаются в работах и выступлениях Ивана Бакалова, авторитетного журналиста и политического исследователя.